# Turó de la Roqueta
El Turó de la Roqueta és una muntanya de 228 metres que es troba entre els municipis de Canyelles i d'Olivella, a la comarca del Garraf.
Al vessant oriental vers Olivella hi ha un forn de calç abandonat que va servir fins a mitjan segle xx. Es feia servir com a primeres matèries el calcari de la muntanya i la llenya dels voltants. És en bon estat i llistat com a monument.